# Yun Dong-ju
Yun Dong-ju (in coreano, 윤동주; Longjing, 30 dicembre 1917 – Fukuoka, 16 febbraio 1945) è stato un poeta coreano.
Il suo nome d'arte è "Haehwan" (해환?, 海煥?; [hɛːβwan]). Morì prigioniero nel carcere di Fukuoka.
La sua raccolta principale, edita postuma nel 1948, è intitolata Cielo, vento, stelle e poesia.

## Vita
Yun Dong-ju figlio di Yun Yeong-seok e sua moglie Kin Yong era il maggiore di quattro fratelli. Quando era un bambino veniva chiamato "Haehwan" (해환, 海煥 [hɛːhwan]). Entrò nella Eunjin Middle School a Longjin nel 1932 e tornò in Corea per frequentare la Soongsil Middle School a Pyeongyang nel 1936. Quando la scuola fu chiusa nello stesso anno, tornò a Longjin e frequentò il Gwangmyeong Institute. Il 27 Dicembre del 1941, a 23 anni, si laureò alla Yeonhui Technical School, che in seguito diventerà la Yonsei University.
Aveva scritto poesie di volta in volta e ne aveva scelte 19 da pubblicare in una collezione che intendeva chiamare "Cielo, Vento, Stelle e poesia" (하늘과 바람과 별과 시), ma non fu in grado di pubblicarle. 
Nel 1942, andò in Giappone ed entrò nel dipartimento di letteratura della Rikkyo University a Tokyo, prima di spostarsi alla Doshisha University a Kyoto sei mesi dopo. Il 14 luglio del 1943, venne arrestato come supportatore dell'indipendenza coreana dalla polizia giapponese e venne detenuto alla stazione di polizia di Kamogawa a Kyoto. L'anno seguente, la corte regionale di Kyoto lo condannò a due anni di prigione con l'accusa di aver preso parte al movimento indipendente coreano. Fu imprigionato a Fukuoka, dove morì nel febbraio del 1945.
La sua poesia venne finalmente pubblicata nel 1948, quando tre collezioni di manoscritti vennero pubblicati postumi come "Cielo, vento, stelle e poesia" (Haneulgwa Baramgwa Byeolgwa Si). Con questo volume Yun arrivò ai riflettori come poeta della Resistenza dell'ultimo periodo dell'occupazione.
Nel novembre del 1968, la Yonsei University e altre stabilirono l'assegnazione del premio poetico Yun Dong-ju.

## Lavoro
Literature Translation Institute of Korea riassume così il contributo di Yun alla letteratura coreana:
"la poetica di Yun è notevole per il personaggio infantile del suo narratore, una sensibile consapevolezza della città natale perduta, e un inusuale mentalità di capro espiatorio derivante da un senso di vergogna nel non essere capaci di condurre una vita coscienziosa in un periodo di cupa realtà sociale. "Vita e Morte" (Salmgwa jugeum) è rappresentativa delle poesie tra il 1934 e il 1936, periodo del suo apprendistato. Questa descrive i conflitti tra vita e morte, o luce e oscurità, ma la sua struttura poetica è grezza. Dal 1937 in poi, però, le sue poesie rivelano una spietata introspezione e ansia riguardo alle oscure realtà del tempo. Le poesie del suo ultimo periodo raggiungono una chiara fruizione letteraria nei termini della loro riflessione sull'io interiore e il loro riconoscimento delle realtà nazionali, come impersonate dalle esperienze personali del poeta. In particolare, si evince uno spirito d'acciaio che tenta di oltrepassare l'ansia, la solitudine, disperazione e di superare le realtà contemporanee attraverso speranza e coraggio."

## Cielo, Vento, Stelle e Poesia
Nel gennaio del 1948, 31 delle sue poesie vennero pubblicate da Jeongeumsa, insieme a un'introduzione di un compagno poeta Chong Ji-yong; questo lavoro venne intitolato anche Cielo, Vento, Stelle e Poesia (하늘과 바람과 별과 시). La sua poesia ebbe un enorme impatto. Nel 1976, altre poesie e raccolte vennero aggiunte a una terza edizione del libro. Le poesie situate in questa edizione (116 in totale) sono considerate essere la maggior parte del lavoro di Yun.
In un sondaggio del 1986, Yun venne selezionato come 'il poeta più popolare tra la gioventù' e a sua popolarità continua fino ai giorni nostri.

## Nella cultura di massa
Yun Dong-ju è il protagonista del romanzo La guardia, il poeta e l'investigatore di Lee Jung-myung

.